# Avegöl (Karlstorps socken, Småland)
Avegöl är en sjö i Vetlanda kommun i Småland och ingår i Emåns huvudavrinningsområde.